# Стеван Жакула
Стеван-Стево Жакула (Перушић, 6. децембра 1875 — Београд, 20. мај 1939), био је српски спортиста и активиста. Представља једну од најзначајнијих политичких фигура Соколског покрета код Срба. Уз своје пријатеље и сараднике попут Лазе Поповића (1877—1945) и Душана Богуновића (1988—1944), спада у најактивније раднике на националном препороду српског народа, на прелазу из 19. у 20. век. У своје време уживао је велики углед, који је заслужио сопственим радом, кроз своја дела. Био је политички вођа, просветни радник, културни емисар национално-историјског наслеђа српског народа, а у тешким временима стране окупације и велики ослонац свом потлаченом народу.

## Биографија
Гимназију је свршио у Сарајеву, одакле је кренуо на филозофски факултет у Грац, где потом студира историју и географију. У Грацу се прикључио соколској чети, коју су образовали тамошњи академци, који су касније били најодушевљенији поборници соколства у српским земљама.

### Просветни рад
После завршетка студија (1898) запослио се као наставник Више гимназије у Мостару, у којој ће наредних осам година предавати српскохрватски, латински, историју, географију и гимнастику (за коју је положио посебан испит, током студија у Грацу).
У Мостару ће остати забележен као један од најактивнијих националних радника са краја 19. и почетка 20. века.
Био је један од потписника сарајевске Молбе од 20. децембра 1901. године за високу Земаљску Владу, да би иста одобрила оснивање друштва „Просвјета“, за помагање сиромашних српских ђака, који су у оно време похађали средње и велике школе Босне и Херцеговине и Аустроугарске монархије, а родом су из Босне и Херцеговине.

### Лидер Соколског покрета
Жакула је такође био иницијатор оснивања 14. априла 1904. године Српског гимнастичког друштва „Обилић“ у Мостару . Основаће 19. септембра 1906. године спортско гимнастичко друштво „Српски соко“ у Тузли, заједно са другим националним радницима (Пером Стокановићем, др Ристом Јеремићем, Михајлом-Мишком Јовановићем, Вељком Чубриловићем и Ристом Пантићем), који су углавном били припадници тајне организације Млада Босна. Мишко Јовановић, постаје соколски старешина, а Жакула четовођа Друштва.
 Ово Друштво ће у почетку имати 60 чланова, али број ће убрзано расти, тако да ће већ исте године бити оснивана и женска соколска секција. У „Гласнику Југословенског професорског друштва“ из 1930. године, оснивање друштва „Српски соко“  се погрешно смешта у 1907. годину.
Први интернационални соколски слетови на којима су „Српски соколи“ организовано наступали били су они одржани у Загребу.
На Првом хрватском свесоколском слету (од 2. до 3. септембра 1906. године) у Загребу, Срби (придошли из две тадашње жупе: Фрушкогорска и Босанско-херцеговачка, као и соколи из Краљевине Србије) су наступили са 185 вежбача.
Спортско друштво из Тузле је било прво соколско друштво у Босни и Херцеговини, које је својим залагањем до 1910. године покренуло остала друштва Подринско-посавског подручја (Зворник, Добој, Бијељина и Брчко) па су извели јавни наступ (слет) јула 1910. године у Прибоју, који се сматрао највећом манифестацијом те врсте у Босни и Херцеговини до тада.
Тузланско гимнастичко друштво „Српски соко“ наступало је у многим местима североисточне Босне у циљу пропаганде физичког вежбања и за окупационе аустроугарске власти колико-толико прихватљивих соколских идејеа ширења, у чијој су позадини увек провлачене (тада) забрањене родољубиве и националне идеја.
Када је у Сарајеву 1908. године, основана Српска соколска босанско-херцеговачка жупа био је у њој вођа од самог оснивања, па све до почетка Првог светског рата (1914—1918).
У жупи је уведена команда коју је Жакула написао, по узору команде српске војске.
У Сарајеву 1909. године, друштво „Душан Силни“ (основано 1905. године), мења називу Српско гимнастичко друштво „Српски соко“. Те године у Босни и Херцеговини било је 15 друштава, која су на скупштини у Сарајеву покренула иницијативу да се одржи заједничка скупштина с друштвима из Краљевине Србије и данашње Хрватске, која ће донети одлуку да „сви српски соколи у читавом српству имају једно одело“.
На соколском слету (Шести бугарски јуначки сабор) у Софији од 10. до 12. јула 1910. године, предводио је босанско-херцеговачку соколску жупу.
Када су се 1911. године све српске соколске жупе (Фрушкогорска, Крајишка, Босанско-херцеговачка, Приморска и Жупа у Америци) и друштва ујединиле у „Савез српског соколства“  (у Београду) он ће постати члан тамошњег техничког одбора.
Седиште „Савеза српског соколства“ налазило се „у истој згради“ у којом је била и полувојна српска патриотска организација „Народна одбрана“ (основана је 1908. године), што ће касније (после Сарајевског атентата 1914. године) аустроугарске окупационе власти искористити као разлог за гашење српских соколских организација на територији под њиховом контролом.
Већ на Другом свесоколском слету (12. до 16. августа 1911. године) у Загребу, Срби су наступили са 762 вежбача.

### Културно-просветни и издавачки рад
Списак важнијих Стеванових радова/књига/чланака (библиографија):
- Жакула, Стеван: „Од Терезина до Сарајева: Успомене поводом десетогодисњице преноса костију видовданских хероја“ (Београд: Стеван Жакула, 1930) – књига
- Жакула, Стеван: „Историјат Школе за вођење соколских чета“, (Београд: „Гласник опште и народне гимнастике“, Децембар 1932) – књига
- Жакула, Стеван: „Соколска буна на бечке дахије“ (Београд: Планеша, 1936) – књига
- Žakula, Stevan: „Iz mojih uspomena (Bude Budisavljević-Prijedorski, Zagreb, 1918).“, Književni jug, Knjiga prva (Zagreb: Tisak Hrvatskog štamparskog zavoda, 1. X 1918, стр. 265-267) – чланак

### На Бањалучком велеиздајничком процесу
Аустроугарска окупациона влада је уочила опасност од овог вида организовања Сокола, те је правила сталне сметње приликом оснивања нових друштава.
Након победе српске војске у Балканским ратовима (1912—1913), аустроугарске власти су тражиле и најмањи повод како би прекинуле рад друштва и тако зауставиле национално одушевљење српске омладине које је било у успону.
Генерал Оскар Поћорек (1853—1933) је 3. маја 1913. године донео одлуку којом се распуштају сва српска соколска друштва заједно са Српском соколском жупом босанско-херцеговачком.
 Иако им је забрањен рад, Соколови уопште не мирују, па тако Мишко Јовановић и Вељко Чубриловић, помажу Гаврилу Принципу (1894—1918) у атентату на престолонаследника Фердинанда (1863—1914).
Стеван Жакула је био један од оптужених у чувеном Велеиздајничком процесу у Бањалуци, која је почео после Сарајевског атентата, а у току хајке против виђенијих представника српског народа у БиХ од 3. новембра 1915. године, а завршила 16. марта 1916. године.
 На њему је оптужено 156 националних радника, а све на основу § 111, тј. ради велеиздаје и за све, (осим тројице малолетних), предложена је смртна казна.
Пресуда је донесена 22. априла 1916. године по којој је Стеван Жакула (тада отац двоје деце и директор Трговачке школе) осуђен на 6 година робије заједно са Чедомиром Јелићем, Васом Меданом, Ђорђем Обрадовићем, Јованом Лукићем (коме је казна на другом степену снижена на 5 година).
Стевану је Врховни суд Босне и Херцеговине 8. фебруара 1917. године повисио казну на 10 година, јер му се узимало као отежавајућа околност његов „интензивнији рад у Соколским друштвима“.
После Првог светског рата обављао је функцију секретара „Савеза сокола Краљевине Југославије“.
Умро је 1939. године.